# Singel
För andra betydelser, se Singel (olika betydelser).

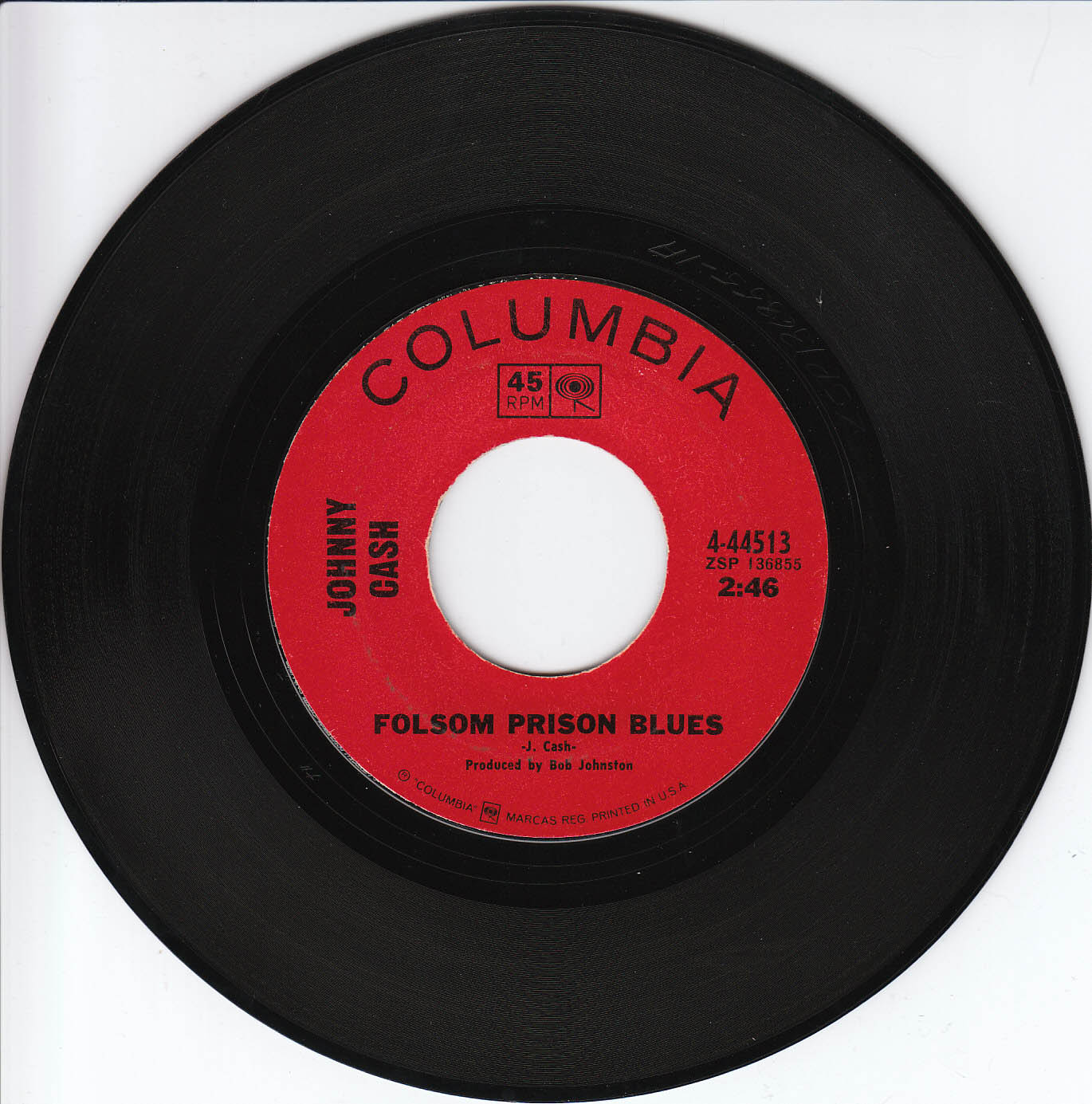
Folsom Prison Blues av Johnny Cash på en vinylsingel utgiven av Columbia Records.

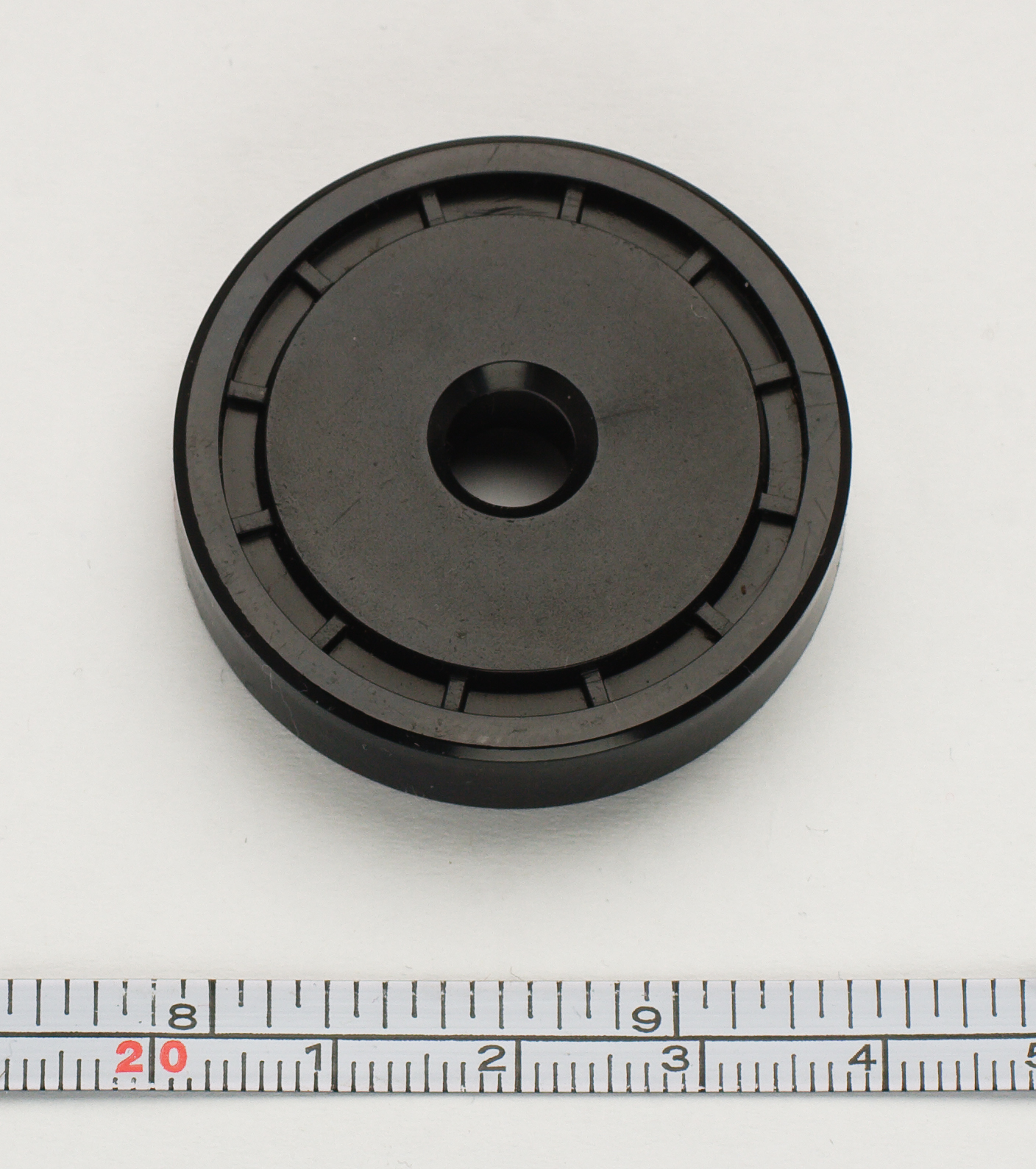
En puck för centrering av singel- och EP-skivor.

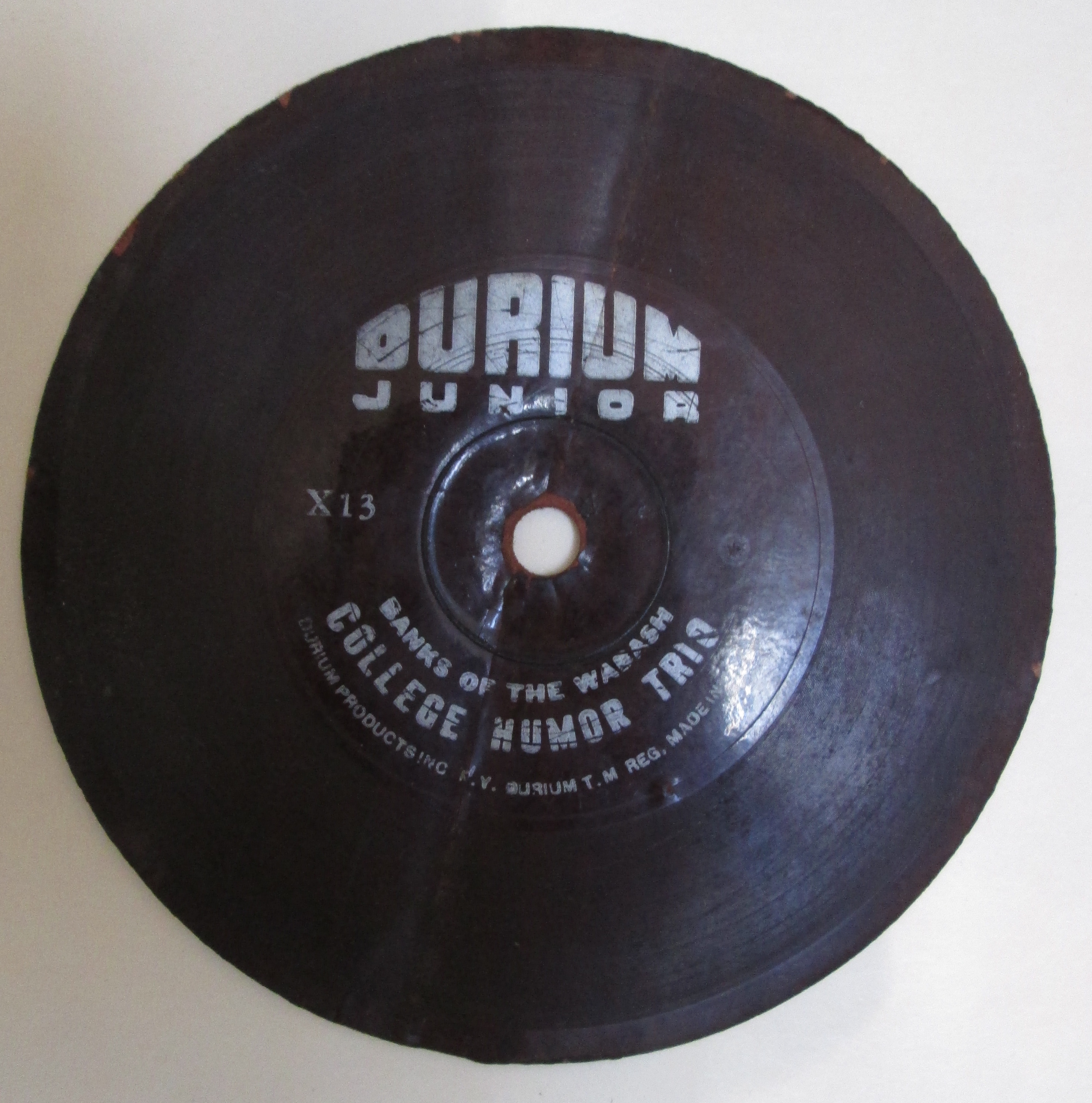
En 10 cm singelskiva tillverkad av materialet durium.

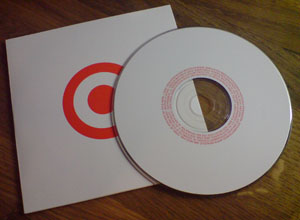
Nålens öga av Kent som CD-singel.

En singelskiva, eller bara singel, är en liten mängd musik som finns tillgänglig i många exemplar på ett fysiskt eller digitalt medium. De första singlarna var i form av små vinylskivor. Senare blev CD-skivor vanliga. Musiken består vanligen av en eller ett fåtal låtar, ibland uppdelade på A-sida och B-sida, där A-sidan är singelns huvudlåt. Den första singeln av en artist kallas debutsingel.
Från studioalbum släpps singlar, men under grammofontiden var det vanligt att låtar som fanns på singlar inte fanns med i något album. Numera finns dock de flesta singlarna även tillgängliga på album. Ett studioalbums viktigaste singel, ofta dess första, brukar kallas för huvudsingel. En singel med fler än två låtar och med en speltid på upp till 10–28 minuter kallas för EP eller "minialbum". Maxisingel är singlar med utökat antal låtar eller annat bonusmaterial på.
Ordet "singel" kommer från engelska single (ytterst av latin singulus) vilket betyder ensam eller enkel – i detta fall en skiva med en ensam låt på. Inom modern musikdistribution, där musik ofta sprids som datafiler eller dataströmmar, används begreppet "singel" ofta som synonymt för (utgivning av en) singellåt.

## Historik
En singel var ursprungligen en 7-tums vinylskiva med spelhastigheten 45 varv/minut. Denna typ av singelskiva lanserades i februari 1949 av företaget RCA från USA. Vinylsingeln hade ungefär samma speltid som en 78-varvare, det vill säga runt 3 minuter per sida, och rymde som denna endast två inspelningar (en per sida). De så kallade EP-skivorna var också 7-tums vinylskivor, men hade två inspelningar på varje sida.
De små 45-varvssinglarna hade flera fördelar jämfört med 78-varvarna. De var lätta att bära med sig, mer hållbara och hade en bättre ljudkvalitet, vilket snabbt gjorde dem populära. Sjutumssingeln popularitet befästes med rockmusikens genombrott i mitten av 1950-talet. Formatet var perfekt för att lansera och sprida rockmusiken och 45-varvsskivorna var så billiga att ungdomar kunde köpa dem.
Sverige var det första europeiska land där 45-varvsskivor lanserades. Detta skedde 1952 med skivor importerade från Tyskland, där singelskivor började säljas först året därpå. 1953 lanserades sjutumsskivan i Storbritannien. I Sverige var dock EP-skivan länge det populärare formatet. Till skillnad från andra länder hade svenska sjutumsskivor från 1950- och 1960-talen ofta bildomslag, vilket i vissa fall gjort dem mycket eftertraktade bland samlare.
Populariteten för sjutumssingeln nådde en höjdpunkt på 1960-talet med en rad populära brittiska popband, Motown och R&B, men i slutet av decenniet började singelskivan hamna i skuggan av LP-skivor som innehöll fler, ofta lite längre och mer avancerade låtar än vad sjutumssingeln kunde erbjuda.
På 1980-talet kom CD-skivan vilket innebär en kraftig nedgång för vinylformatet och i slutet av decenniet började vinylsinglar att försvinna från marknaden. På 1980-talet lanserades även kassettsinglar på kassettband.
Med övergången från grammofonskivor och kassettband till CD har singel kommit att beteckna skivor med kort speltid och endast en eller ett fåtal olika inspelningar, ofta en och samma melodi men i olika versioner (remixversioner), såsom till exempel singbackversioner för Karaoke. I Storbritannien fram till början av 1990-talet lanserades singelskivorna till radio och till skivbutikerna samma dag. Singlar har även lanserats som musikvideo, på VHS, Laserdisc och DVD. I USA har singlar inte marknadsförts kommersiellt sedan början av 1990-talet. I början av 2000-talet har det blivit populärt att köpa musik via Internet, och då dessa sidor oftast säljer enskilda låtar har singeln, fast i annan form, fått ett slags pånyttfödelse.

## Vanliga format

### Moderna format
- CD – ofta som enkelutgåva (ca 1-2 låtar) eller maxisingel (ca 3-4 låtar)
- Digital singel – laddas ned från Internet

### Äldre format
Grammofonskiveformat
- Vinylskiva – 7", 10" eller 12"
- 12"-maxisingel
- 78-varvare (även kallad "stenkaka")

Övriga format
- Kassettband

## Topplistor för musiksinglar
| Land           | Listor |
| -------------- | --- |
| Belgien        | - Ultratop (officiell landstopplista) |
| Danmark        | - Trackslisten (officiell landstopplista) |
| Finland        | - Finlands officiella lista (officiell landstopplista) |
| Nederländerna  | - Single Top 100 (officiell landstopplista) - Nederlandse Top 40 (officiell landstopplista)                                                                              |
| Norge          | - VG-lista (officiell landstopplista) - Norsktoppen |
| Rumänien       | - Romanian Top 100 (officiell landstopplista) |
| Schweiz        | - Swiss Music Charts (officiell landstopplista) |
| Storbritannien | - UK Singles Chart (officiell landstopplista) |
| Sverige        | - Tio i topp - Kvällstoppen - Sverigetopplistan (officiell landstopplista) - Svensktoppen - Tracks                                                                       |
| USA            | - Billboard, inklusive; - Billboard Hot 100 (officiell landstopplista) - Bubbling Under Hot 100 Singles - European Hot 100 Singles - Hot 100 Airplay - Hot Digital Songs |
| Österrike      | - Ö3 Austria Top 40 (officiell landstopplista) |